# René Clair
René Clair, nascido René Lucien Chomette (Paris, 11 de novembro de 1898 - Paris, 15 de março de 1981), foi um ator e diretor de cinema francês.

## Biografia
René Clair nasceu dia 11 de novembro de 1898 em Paris e morreu dia 15 de março de 1981 em Neuilly-sur-Seine. Foi um grande cineasta e escritor francês. Trabalhou na Primeira Guerra Mundial como escritor de contos e crônicas para os combatentes e estreou no cinema em 1924 com o filme Paris qui dort. Ele dizia que tinha entrado para o cinema por acaso e acabou realizando uma carreira de diretor que durou 42 anos e que lhe rendeu muitos prêmios e homenagens.
Considerado um mestre do cinema, um dos precursores do filme de autoria, o maior criador cômico depois de Charles Chaplin, René Clair figura entre os  maiores cineastas do cinema francês. Foi o primeiro cineasta a entrar na Academia Francesa. Filho de comerciantes, ele cresceu no bairro Halles em Paris, junto com irmão mais velho, Henri Chomette, também cineasta. Estudou no Lycée Montaigne, depois no Lycée Louis-le-Grand. Em 1917, serviu como paramédico na primeira guerra. Voltou logo em seguida, por motivo de doença. As mortes de amigos o deixaram desiludido com a batalha. Começou então a escrever textos literários, críticas de cinema, artigos para jornais. Em 1918, se tornou jornalista do L'Intransigeant  com o pseudônimo de René Després. Compôs também letras de música para a famosa cantora Damia, com o pseudônimo de Danceny.
Em seguida conseguiu papéis de ator em diversos filmes como: Le Lys de la vie, Le Sens de la mort, L'Orpheline, Parisette.  Foi nessa época que escolheu o pseudônimo de René Clair. Tornou-se também diretor do suplemento de cinema da revista Théâtre et Comœdia Illustré e assistente de direção de Jacques de Baroncelli, depois de Henri Diamant-Berger. Em 1922, começa a escrever Rayon Diabolique  que será filmado em 1923 e chegará às telas em 1924 com o título de Paris qui dort. Em 1924, lança também Entr'acte, filme de inspiração dadaísta que escandaliza a sociedade francesa da época e leva René Clair à notoriedade. É, porém, com seu primeiro filme  falado (Sous les Toits de Paris - 1930) que se projeta internacionalmente. O sucesso se confirma com Le Million (1930) e À nous la Liberté (1931), sátiras da sociedade industrial.
Em 1936 é lançado Tempos Modernos de Charles Chaplin. A empresa alemã Tobis, que produziu A nous la Liberté, decide acusar Chaplin de plágiar este filme. Clair se opõe a esta ação por admirar Chaplin e considera Tempos Modernos uma homenagem indireta a seu filme.
Depois de Dernier milliardaire (1943), René Clair aceita  trabalhar em Londres. Lá ele produz dois filmes, Fantôme à vendre em 1935, que fez sucesso e Fausses nouvelles (1937), refilmagem inglesa de La mort em fuite, que decepciona um pouco.
De volta à França em 1938, ele começa a filmar Air pur. A gravação é interrompida devido à guerra e o filme nunca foi acabado. Em 1940, René Clair deixa a França com a mulher e o filho e se muda para Espanha, depois Portugal e, por fim, Nova Iorque. O governo de Vichy retira sua nacionalidade francesa por ele preferir trabalhar em Hollywood. Depois de um tempo porém, o governo anula essa decisão.
René é bem acolhido em Hollywood. Lá ele produz quatro filmes: : La Belle ensorceleuse (1940- com Marlene Dietrich), Ma Femme est une sorcière (1942), C'est arrivé demain (1943) e Dix Petits Indiens (1945). Este último é uma adaptação de O caso dos dez negrinhos de Agatha Christie. No entanto, seu estilo caracterizado pelo humor terno e pela sátira é deixado de lado, diante das  novas exigências comerciais.
Em 1946, decide retornar à França e filma  Le silence est d'or (1947) e La Beauté du diable (1949) onde ele  revisita o mito de Fausto e dirige Gérard Philipe pela primeira vez. Em 1952,  filma Les Belles de nuit . Em 1955, é lançado seu primeiro filme em cores,  Les Grandes Manœuvres, que conquista o prêmio   Louis-Delluc. Em 1957, filma Porte de Lillas, baseado no romance Grande Ceinture de René Fallet. Esse filme tem a participação do famoso músico e poeta francês, Georges Brassens. Em 1960 é aceito pela Academia Francesa. È a primeira vez que um cineasta entra para a Academia. Ele filma ainda La Française et l'Amour em 1960, Tout l'or du monde em 1961 e  Les Quatre vérités em 1962.  Em 1965 faz seu último filme: Les Fêtes galantes.

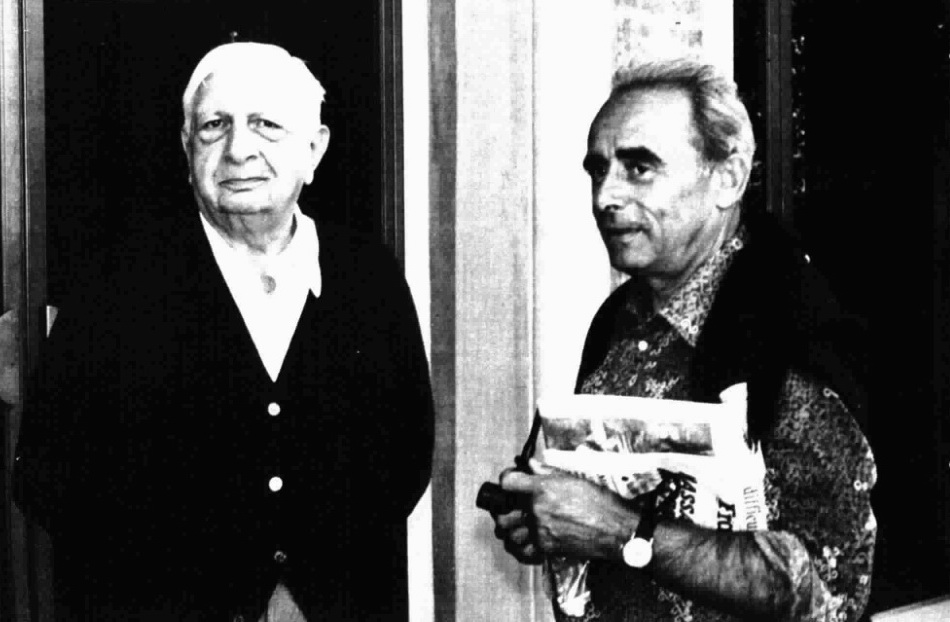
Giorgio De Chirico & René Clair

A partir daí, ele se dedica à escrita e ao teatro. Em 1970, ele remonta Relâche, de Francis Picabia. Em 1973, monta a ópera Orfeu e Eurídice, apresentada no Opéra de Paris. Em 1974, preside o Festival de Cannes, cria a peça La Catin aux lèvres douces para o Théâtre de l'Odéon. 

## Fases cinematográficas
A filmografia de René Clair pode ser dividida em três fases. A primeira, ainda na França, é a etapa da sua formação, da consolidação de seu nome. Os filmes mais expressivos dessa época são Le chapeau de paille, Sous les Toits de Paris, Million e Le Dernier Milliardaire. A etapa inglesa é mais uma transição do que uma fase. Em 1935, se mudou para Inglaterra e lá filmou, com Alexander Korda, dois filmes. Em 1939, devido à guerra, emigrou para os Estados Unidos, de onde retornou em 1946.  Na segunda fase, a americana, Clair abandonou a crítica ao narrar enredos superficiais. Em 1946, no entanto, retorna à França e ao seu estilo original.
Le silence est d'or marca o início da terceira fase, a francesa. Um mundo novo surge, cheio de velhas recordações. Clair se volta para o passado e humaniza-se. Esse filme é um prodígio de graça e ternura. Com Porte de Lillas volta a um de seus temas e ambientes favoritos: a amizade e os subúrbios de Paris. Tudo mostrado de uma forma sutil e humana. Suas obras não são apenas reflexões pessoais sobre a amizade, a liberdade e o amor. Por trás disso tudo, existe um certo racionalismo e uma enorme sensibilidade.

## Estilo
"Le Roi René" (O Rei René - alcunha dada pelo escritor P. Billard) é um dos precursores do cinema falado e o primeiro cineasta francês a imprimir um estilo pessoal ao cinema. Clair tinha um espírito inquieto, ávido por novidades. Dizia: “a vanguarda é a curiosidade de espírito aplicada a um campo onde se faz descobertas numerosas e apaixonantes. Se é este o sentido que lhe empregam, me declaro vanguardista incondicional”.
Sous les toits de Paris marcou uma época. René Clair fez a transição perfeita do cinema mudo ao falado. Com sua economia de diálogos (“não é porque se pode falar que se falará sem nada dizer”), imprime um estilo inconfundível. Ele transforma a técnica em estética, o fazer cinema em criar cinema, o filmar objetos em construir imagens, expressões, pensamentos e ideias. René Clair reagiu contra o filme grotesco, meramente sentimental, que reinou no cinema naqueles anos, nos moldes dos folhetins. Reagiu também contra o filme excessivamente refinado, intelectual e estético. Ele reivindica para si histórias escritas diretamente para o cinema. Seus romances não são meramente sentimentais, mas revestidos de um realismo e uma fantasia poéticos. Seus filmes realistas mostram, diferentemente dos filmes americanos da época, os anti-heróis saídos da multidão, das calçadas, das fábricas. São essas algumas das características do cinema realista, herança da música popular vinda das ruas, dos becos e dos cabarés dos subúrbios parisienses.
Clair consegue transformar o folhetim, o gosto duvidoso do popular, em uma arte inteligente e delicada. Sabia  fazer de forma superior as coisas elementares. O pitoresco popular, a emoção ingênua, a poesia das vidas e bairros humildes, o fantástico, os heróis simples vão habitar o universo Clairiano.
Suas imagens eram simples, claras, em tons de cinza, frequentemente frontais. Eram o oposto das imagens alemãs predominantes na época, de estilo expressionista e com fortes contrastes. Tentavam ser o mais normais, o mais diretas possível, não buscavam a perspectiva nem a profundidade dos planos. Mesmo assim, sua fotografia era poética, simbólica e sentimental. A fotografia de Le Million é uma das  mais belas.
O tema genérico que predomina em sua obra é o humor, mas um humor terno e gracioso. A humanidade dos personagens está constantemente presente, como em Le silence est d'or, Porte de Lillas, Les Grandes Manouvres. Outra característica é o paradoxo entre sonho e realidade. Os personagens clairianos sonham com o que não podem conseguir na realidade, o que parece confirmar uma evasão da realidade na construção de um mundo feliz. No entanto, essa construção é intencional e os personagens acabam voltando para suas realidades próprias, normalmente rendidos pelo amor. Um personagem constante em sua obra é o homem tímido.
Encontra-se colaboração da sua autoria na revista ilustrada Cine publicada em Maio de 1934.

## Filmografia
- Les Fêtes galantes - (1965)
- Les Fables de La Fontaine - (1964)
- Les Deux Pigeons - (1962)
- Tout l'or du monde - (1961)
- La Française et l'amour - (1960)
- Porte des Lilas - (1957)
- Les Grandes Manœuvres - (1955)
- Belles de nuit, Les - (1952)
- La Beauté du diable - (1950)
- Le Silence est d'or - (1947)
- And Then There Were None - (1945)
- It Happened Tomorrow - (1944)
- Forever and a Day - (1943)
- I Married a Witch - (1942)
- The Flame of New Orleans - (1941)
- Break the News-  (1938)
- The Ghost Goes West - (1935)
- Le Dernier milliardaire - (1934)
- Quatorze Juillet - (1933)
- À nous la liberté - (1931)
- Le Million - (1931)
- Sous les toits de Paris - (1930)
- Les Deux timides - (1928)
- Un chapeau de paille d'Italie (1928)
- La Tour - (1928)
- La Proie du vent (1927)
- Le Fantôme du Moulin-Rouge  (1925)
- Paris qui dort (1925)
- Entr'acte (1924)

## Condecorações e títulos
- Doutor Honoris Causa da Universidade de Cambridge (1956)
- Sátrapa do Collège de Pataphysique (1957) e condecorado com a Ordem da Grande Gidouill
- Doutor Honoris Causa do Royal College of Arts de Londres (1967)
- Grande Oficial da Legião de Honra
- Comendador das Artes e Letras
- Grande Cruz da Ordem Nacional do Mérito